# Construcciones y Auxiliar de Ferrocarriles

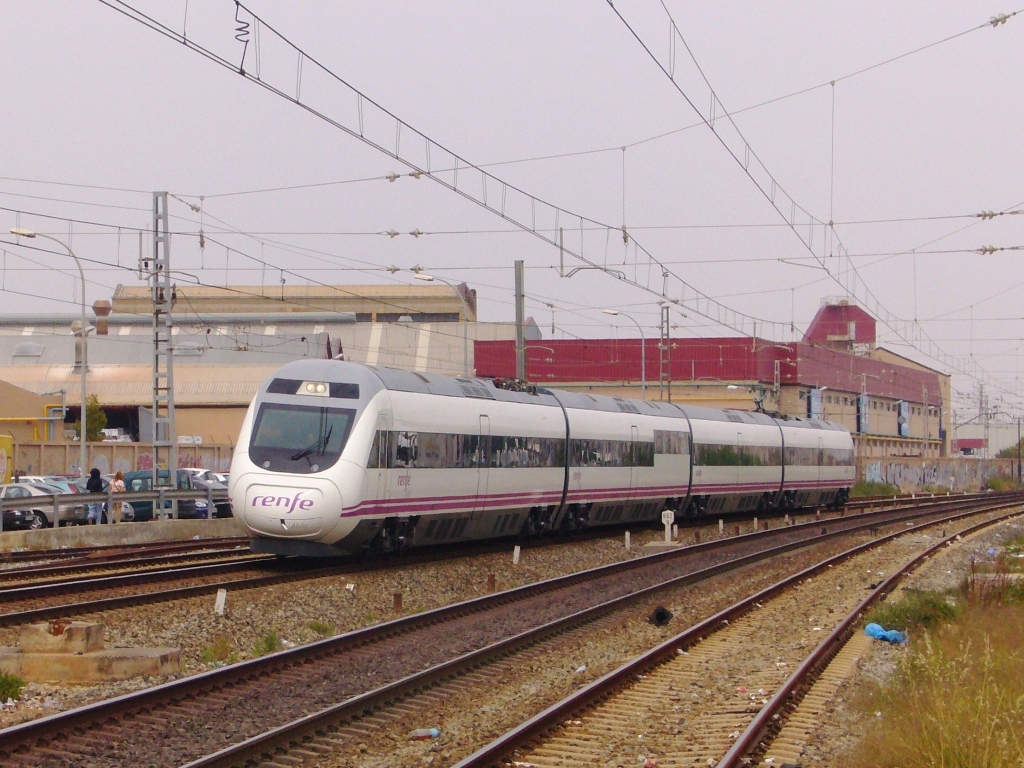
Sada ATPRD s-120 RENFE

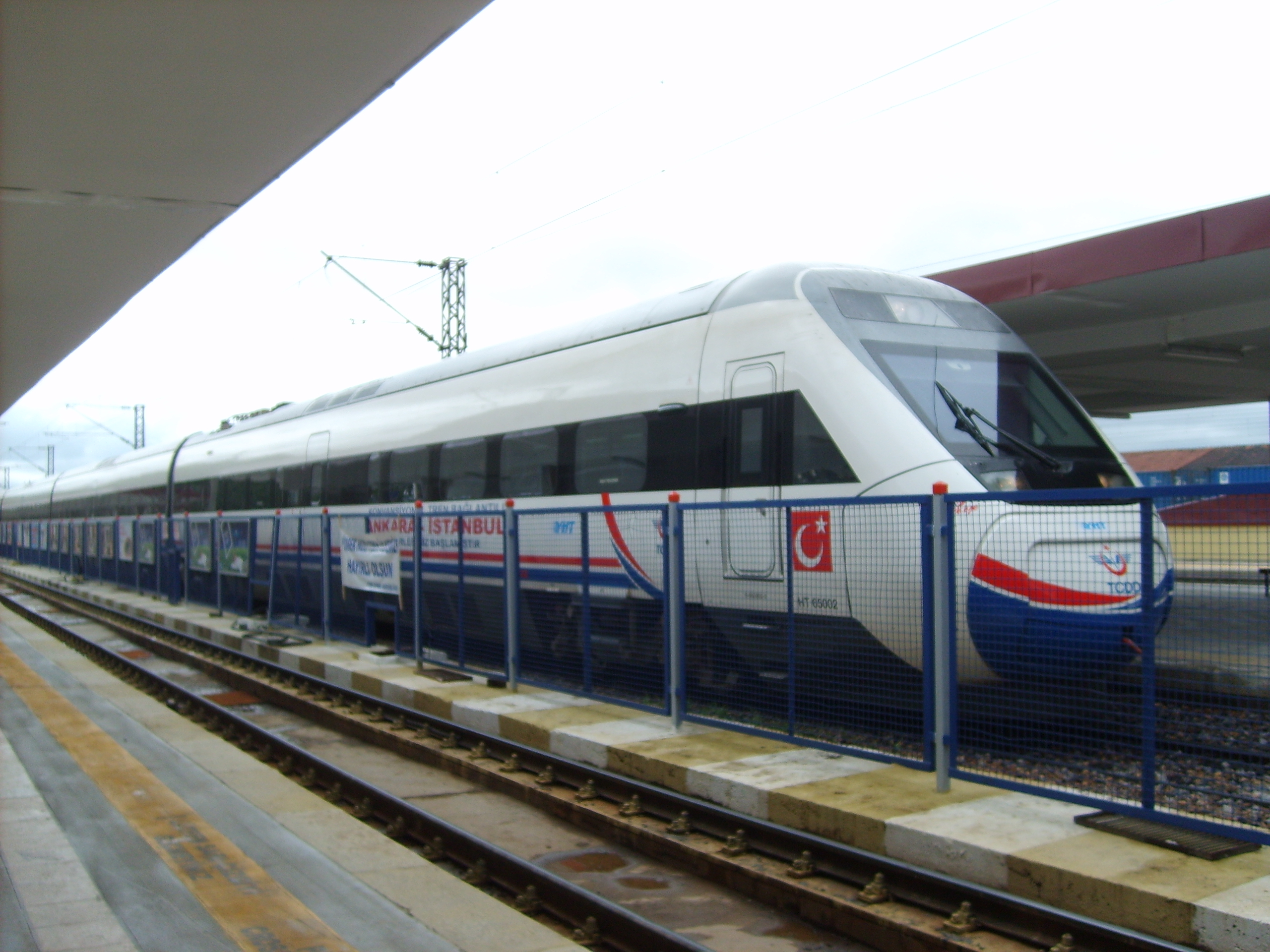
Vysokorychlostní vlaková souprava řady HT65000 TCDD - jedna z dvanácti

Construcciones y Auxiliar de Ferrocarriles, SA (ve zkratce CAF) je španělská společnost vyrábějící kolejová vozidla, zejména s nastavitelným rozchodem kol (umožňující provoz na tratích dvou odlišných rozchodů koleje).
CAF vyrobila vozidla pro metro ve Washingtonu, Port Authority Transit v Pittsburghu (Pensylvánie, USA) a Sacramento Regional Transit (USA). CAF je také dodavatelem prvních tramvají moderní koncepce pro srbskou metropoli Bělehrad. Vyrobila velkou část vozů provozovaných v metru v Madridu.
V únoru 2004 RENFE zadala objednávku na 45 souprav ATPRD s-120 od CAF /Alstom 25 kV ss / 3kV js, EMU s nastavitelným rozchodem pro rychlost 250 km/h pro meziregionální dopravu, s dodávkou v období říjen 2006 – květen 2009 (580 milionů €). CAF vyrábí také vysokorychlostní vlakové soupravy pro vysokorychlostní trať TCDD Istanbul – Ankara, jejíž první úsek byl zprovozněn 13. března 2009.
V roce 2018 firma odkoupila polskou společnost Solaris Bus & Coach. 